# Planes 2 – Immer im Einsatz
Planes 2 – Immer im Einsatz ist ein 3D-Animationsfilm von Disney, der unter der Regie von Bobs Gannaway am 14. August 2014 in den deutschen Kinos angelaufen ist. Der Film ist die Fortsetzung zu Planes aus dem Jahre 2013 und erzählt ein neues Abenteuer des Fliegers „Dusty“. Der Film spielt in Disneys/Pixars Cars-Welt, obwohl er nicht von den Pixar-Studios entwickelt wurde.

## Handlung
Während eines Ausfluges verletzt sich der berühmte Flieger Dusty Crophopper am Getriebe, dass seine Rennkarriere vom einen auf den anderen Tag zu Ende scheint. Geschockt von dieser Nachricht verursacht Dusty einen Unfall in seinem Heimatort Propwash Junction, der einen Brand zur Folge hat. Sein Freund Mayday kann diesen zwar mit Mühe und Not löschen, allerdings braucht das in die Jahre gekommene Löschfahrzeug unbedingt Unterstützung, bevor der Flugbetrieb wieder aufgenommen werden darf. Daraufhin beschließt Dusty, sich bei der Löschfliegerstaffel rund um Rettungshubschrauber Blade Ranger (synchronisiert von Henning Baum), einem guten Bekannten von Mayday, im Piston Peak Nationalpark ausbilden zu lassen.

## Die Figuren
- Dusty: ein Sprühflugzeug, angelehnt an den Air Tractor AT-502 mit einem Pratt & Whitney PT6 Triebwerk.
- Blade Ranger: (eine abgeänderte Version einer Agusta Westland AW139) Rettungshubschrauber und Leiter der Piston Peak Feuerwache.
- Lea "Lil' Dipper" Levine: (eine Grumman G-44) Frachtmaschine und Löschfliegerdame, die ein großer Fan von Renn-Ass Dusty ist und sich im Lauf des Filmes in ihn verliebt.
- Windlifter: (eine Sikorsky S-64 Skycrane) Schwertransport-Hubschrauber und verlässlicher Naturbursche.
- Cabbie: (eine Fairchild C-119 Flying Boxcar) Ehemaliges Militärtransportflugzeug, das nun die Feuerspringer der Piston Peak Feuerwache befördert.
- Feuerspringer: Furchtloses Team von Räumfahrzeugen, bestehend aus Dynamite, Pinecone, Avalanche, Blackout und Drip.
- Innenminister: Dem Innenminister ist die Betreuung des Nationalparks sehr wichtig. Er verbringt die meiste Zeit in der Natur und nicht in seinem Büro.
- Harvey & Winnie: Die zwei Wohnmobile sind Besucher des Piston Peak Nationalparks, wo sie schon vor 50 Jahren ihre Hochzeitsreise verbrachten.
- Nick „Loop’n“ Lopez: Nick „Loop’n“ Lopez wurde 1978 durch eine Fernsehserie Amerikas berühmtester Hubschrauber-Polizist.
- Cad Spinner: Luxuriöser Geländewagen und der Superintendant des Parks.
- Maru: Maru ist der Mechaniker der Piston Peak Feuerwache.
- Ol‘ Jammer: Ol‘ Jammer ist der Tourbus des Piston Peak Nationalparks.
- Mayday: Mayday ist ein etwas in die Jahre gekommenes Flugfeldlöschfahrzeug, das bereits im ersten Teil von Planes zu den engsten Unterstützern von Dusty auf dessen Heimatflughafen Propwash Junction gehörte.
- Ryker: Ryker ist der erfahrene Flugsicherheits-Profi.
- Pulaski: Pulaski ist für den Schutz der Gebäude und Brücken des Nationalparks verantwortlich.

## Synchronisation
| Rolle        | Englischer Sprecher  | Deutscher Sprecher |
| Dusty        | Dane Cook            | Martin Halm        |
| Blade Ranger | Ed Harris            | Henning Baum       |
| Dipper       | Julie Bowen          | Kathrin Gaube      |
| Windlifter   | Wes Studi            | Thomas Albus       |
| Cad Spinner  | John Michael Higgins | Axel Malzacher     |
| Maru         | Curtis Armstrong     | Tobias Lelle       |
| Ol‘ Jammer   | Barry Corbin         | Ulf Söhmisch       |
| Dynamite     | Regina King          | Eva Petzenhauser   |
| Mayday       | Hal Holbrook         | Erich Ludwig       |

## Musik
Der Trailer zum Film ist mit dem Rocksong Thunderstruck von AC/DC aus dem Album The Razors Edge unterlegt. Der Song wird zudem in einer Szene vom Tower aufgelegt, als das Team zum Einsatz gegen einen Waldbrand aufbricht. Daneben sind zwei Songs von Brad Paisley sowie ein weiterer von Spencer Lee zu hören. Die Filmmusik stammt von Mark Mancina.